# Gordon Gollob
Gordon MacGollob (Bécs, 1912. június 16. – Sulingen, 1987. szeptember 7.) osztrák vadászrepülőgép-pilóta. Neve onnan származik, hogy skót származású édesapja úgy vélte, ha be akar lépni a német hadseregbe, nevének hangzását németesebbé kell tennie. Egyike volt annak a 27 embernek, akik kiérdemelték a Vaskereszt Lovagkeresztjének tölgyfalombokkal, kardokkal és briliánsokkal ékesített darabját. 150 igazolt győzelmét 340 bevetés alatt érte el, ebből 144-et a keleti fronton.

## Ifjúsága
Gollob Grazban született. 1933-ban belépett az osztrák Szövetségi Hadseregbe, mint tüzér. Egy évvel később fejezte be a kiképzést. A nevelő egysége a Schulstaffel A. Mikor Ausztria csatlakozott Németországhoz, Gollob belépett a Luftwaffehoz főhadnagyi rangban. 1939. március 15-én csatlakozott a 3./ZG 76-hoz.

## A második világháború
A ZG 76 a lengyel határ közelében állomásozott. 1939. szeptember 1-jén, a Fall Weiss hadművelet alatt bevetésre került. Gollob első győzelmét itt szerezte.
1940. április 8-án kinevezték Staffelkapitännak a 3./ZG 76. élére. Az egység részt vett a Weserübung hadműveletben, ahol Gollob kettővel növelte győzelmeinek számát. Még ebben az évben lelőtt egy Spitfire-t az angliai csata alatt. Ezek után átképzést kapott éjszakai repülésre és a II./JG 3-hoz került. A JG 3 a Csatorna feletti harcokban vett részt, ahol remek teljesítményt nyújt ezért Staffelkapitännak nevezik ki a 4./JG 3.
1941-ben az egységet keletre irányították, hogy részt vegyen a Barbarossa hadműveletben. Pár nappal az invázió megkezdte után Gollob már százados volt és ezután két nappal századparancsnoknak nevezték ki a II./JG 3-nál. Augusztusban, a gyengének bizonyult szovjet légierő ellen nagyobb sikereket ért el. 18 gépet lő le. Szeptember 18-án, 42. győzelmekor, megkapta a Lovagkeresztet. Októberben 37 győzelmet könyvelhetett el magáénak, volt olyan nap amikor kilenc repülőgépet lőtt le. Október 26-án, 85. győzelmekor, megkapta a tölgyfalombokat. Decemberben a frontszolgálat véget ért Gollobnak. Az egységét visszarendelték, hogy véleményezzék a Bf 109 új verzióját.
A krími harcok alatt a JG 77 feladata volt a Kercsi-szoros bombázása. A JG 77-et olyan szakértők vezették, mint Gollob vagy Heinrich Bär. Versengés alakult ki Gollob és Bär között. Mindkettejük próbálja felülmúlni a másikat. Május 20-án megszerezte 100. győzelmét, ezért megkapta a kardokat a Lovagkeresztjéhez. Két hónappal később már 150 győzelemnél tartott. Ezzel ő lett a Luftwaffe legeredményesebb pilótája. Augusztus 29-én megkapta a briliánsokat, amit addig csak ketten birtokoltak.
1944 őszén a Nowotny kommandó tagja lett, repülte a Me-262-est is.

### Parancsnoki beosztás
1942. október 1-jén, a most már ezredes Gollobot áthelyezték a Jagdfliegerführer 3 ezredhez. Október 15-én Jagdfliegerführer 5-höz került, ahol egy taktikai vadászgép-különítményt felügyelt Északnyugat-Franciaországban.
1944 áprilisában csatlakozott a JG 44 személyi állományához. Novemberben, az ardenneki offenzíva alatt, Galland kijelölte egy különleges harci kommandó vezetésére. Januárban a pilóták főparancsnoka lett a Bodenplatte hadművelet alatt.

## A háború után
Miután kiszabadult a hadifogságból, csak a Repülőgép magazinnak élt. 1948-ban a Verband der Unabhängigen (VdU) csoport vezetője volt. Két fia és egy lánya született. 1987. szeptember 7-én hal meg Alsó-Szászországban Diepholz körzetben, Sulingenben.

## Kitüntetései
- Frontvonali érdemrend arany fokozata gyémántokkal
- A becsület serlege
- Pilóta és megfigyelő kitűző
- krími pajzs (Crimea Shield)
- Vaskereszt első- és másodosztályú
- A Vaskereszt lovagkeresztjének tölgyfalombokkal, kardokkal és briliánsokkal tulajdonosa
  - Lovagkereszt (1941. szeptember 18.)
  - 38. Tölgyfalombok (1941. október 26.)
  - 13. Kardok (1942. június 23.)
  - 3. Briliánsok (1942. augusztus 30.)